# Смирнов, Юрий Александрович (Герой Социалистического Труда)
Юрий Александрович Смирнов (12 августа 1928, Катышка, Голышмановский район, Уральская область — 21 декабря 2007, Полевской, Свердловская область, Россия) — Герой Социалистического Труда (1966), старший мастер «Северского трубного завода» имени Меркулова Министерства чёрной металлургии СССР Свердловской области, «Почётный металлург».

## Биография
Родился 12 августа 1928 года в посёлке Катышка Галышмановского района Уральской области (ныне — посёлок Голышманово Тюменской области). Окончил семилетнюю школу.
После чего работал слесарем на Полевском заводе «Красный металлист» (Полевской машиностроительный завод). В 1943 году учился сталеварению в школе ФЗО. В июне 1944 года работал в мартеновском цехе Северского металлургического завода подручным сталевара, а через год, в 1945 году, в 16 лет его назначили сталеваром мартеновской печи № 2. Юрий Александрович стал передовым сталеваром-скоростником и в 1946 году был награждён медалью «За доблестный труд в годы Великой Отечественной войны». В 1949 году Юрий Александрович Смирнов был признан лучшим сталеваром цеха и награждён медалью «За трудовое отличие». В 1960 году работал старшим мастером печного пролёта мартеновского цеха Северского трубного завода.
Юрий Александрович был награждён многими юбилейными медалями. В 1968 году окончил Череповецкий металлургический техникум по специальности «производство стали». Затем был избран депутатом городского Совета народных депутатов, членом горкома КПСС.
Ушел на пенсию в 1999 году. 21 декабря 2007 года скончался. Похоронен на Северском кладбище Полевского.
Семья
Юрий Александрович был женат на Людмиле Андреевне Смирновой, у них родился сын Игорь и дочь Татьяна.

## Память
В 2009 году была установлена мемориальная доска на стене Полевского многопрофильного техникума им. В. Назарова.

## Награды
За свои достижения был неоднократно представлен к различным наградам:
- 1946 — медаль «За доблестный труд в Великой Отечественной войне 1941—1945 гг.»;
- 1949 — медаль «За трудовое отличие»;
- 1954 — звание «Лучший мастер сталеплавильных цехов Министерства чёрной металлургии»;
- 1957 — Орден Трудового Красного Знамени;
- 22.03.1966 — звание Героя Социалистического Труда с вручением ордена Ленина;
- орден «Знак Почета»;
- звание «Почетный металлург».